# And the Beat Goes On
And the Beat Goes On è un singolo del 1979 del gruppo R&B statunitense The Whispers.
Il brano è stato il primo di due singoli della band a raggiungere la prima posizione della classifica dei brani soul ed il primo ad entrare nella Top 20 della classifica generale statunitense (al 19º posto), nonché l'unica composizione del gruppo in prima posizione nella Hot Dance Club Play di Billboard. Ha riscosso un notevole successo anche oltreoceano, avendo conquistato la seconda posizione della UK Singles Chart.
Nel 1998, la canzone è stata campionata nel singolo Miami di Will Smith, e fa parte della colonna sonora del videogioco Grand Theft Auto: Vice City.

## Classifiche
| Classifiche (1980)                    | Posizione più alta |
| ------------------------------------- | ------------------ |
| Belgio (Ultratop 50 Fiandre)          | 30                 |
| Canada (RPM)                          | 27                 |
| Germania (Offizielle Deutsche Charts) | 20                 |
| Regno Unito (UK Singles Chart)        | 2                  |
| Stati Uniti (Billboard Hot 100)       | 19                 |